# Genesis X Gran Berlinetta Vision Gran Turismo Concept
 (juillet 2024).
La Genesis X Gran Berlinetta Vision Gran Turismo Concept, ou Genesis X Gran Berlinetta VGT Concept, est un concept car de type coupé long du constructeur sud-coréen Genesis, destiné à être joué dans le jeu vidéo Gran Turismo 7.
Elle fait partie du programme Magma de Genesis.

## Historique
La X Gran Berlinetta VGT est présentée lors des finales mondiales des Gran Turismo World Series à Barcelone, en Espagne. Elle est destinée au jeu vidéo Gran Turismo 7. Toutes ses formes optimisent son aérodynamisme : Genesis a annoncé que le Cx de la GT est de 0,34.

Différentes vues de la voiture
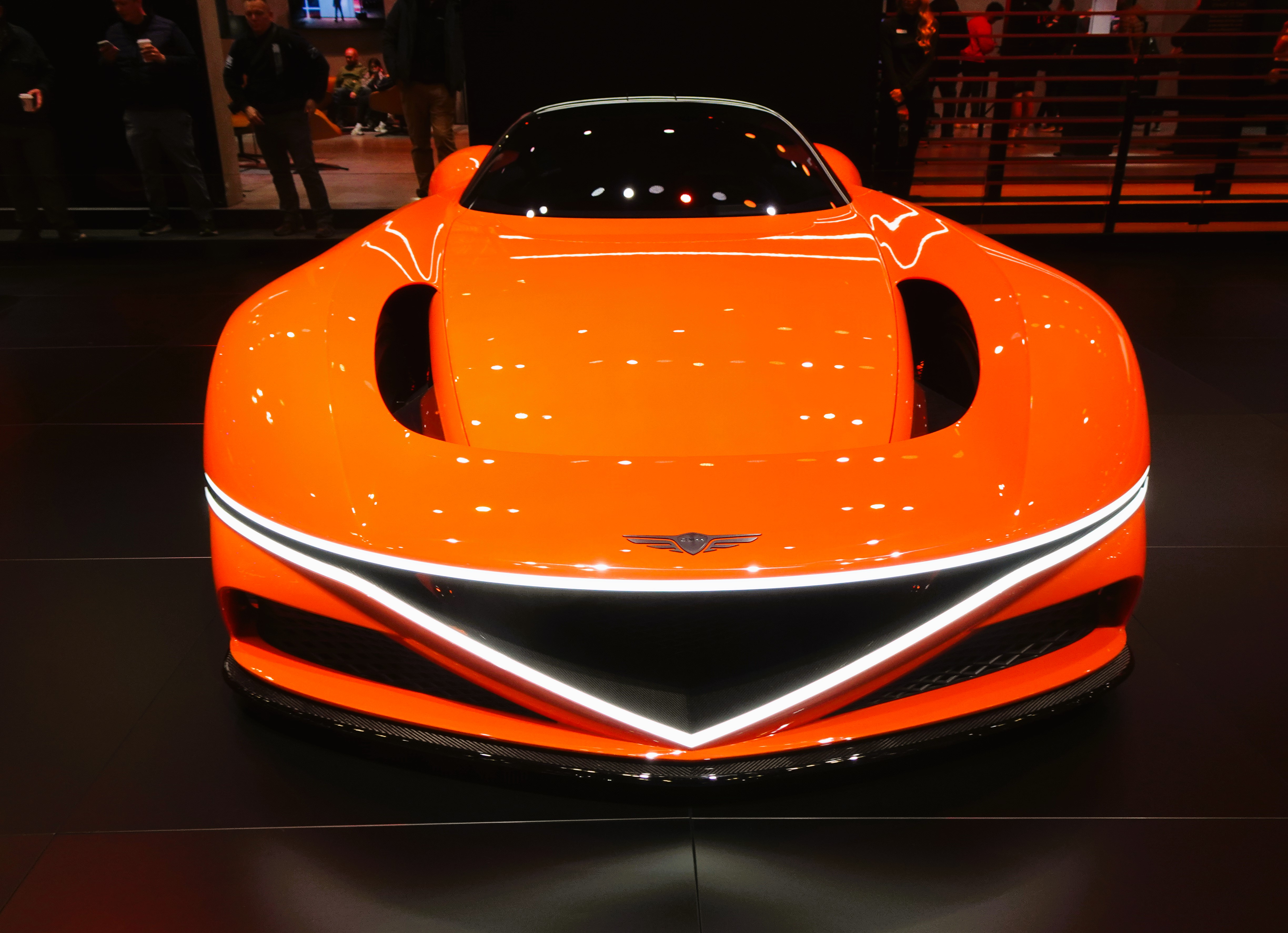
Face avant.
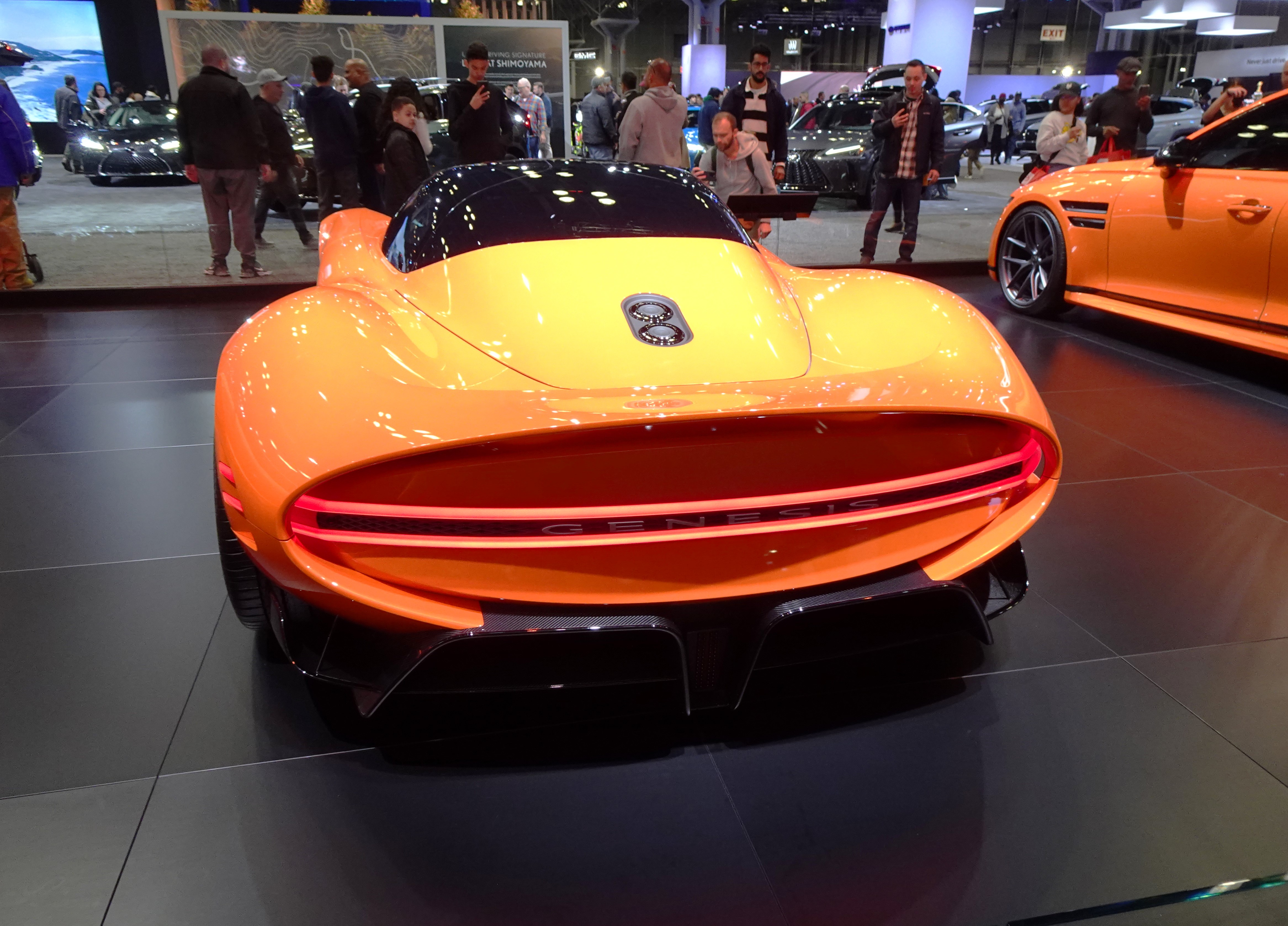
Face arrière.
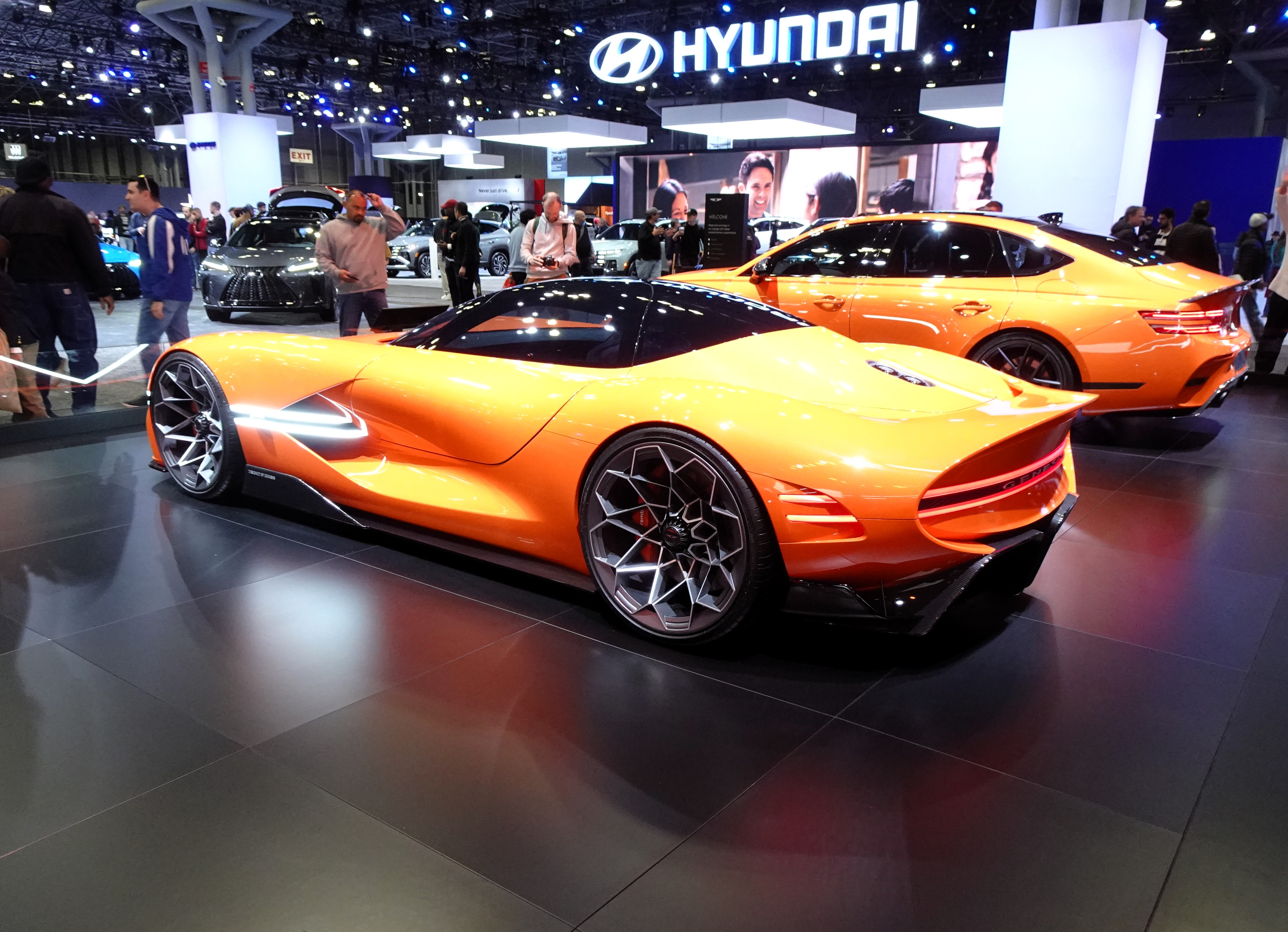
Vue 2/4 arrière.

Elle est l'un des quatre modèles haut de gamme du programme magma de Genesis, (+1 avec la déclinaison de la voiture).

## Caractéristiques techniques

### Motorisation
La GT possède un moteur V6 hybride développant 870 ch et un bloc 100 % électrique développant 201 ch, faisant grimper la puissance combinée à 1 071 ch.

## Design

### Intérieur
Le tableau de bord de la voiture est très simple : seuls deux aérateurs circulaires sur une fine planche de bord et un volant futuriste composent son cockpit.

### Extérieur
La voiture se démarque avec une grande calandre en forme d'écusson et des feux avant et arrière à doubles lignes de feux à LED se prolongeant jusqu'aux ailes. Elle possède une large prise d'aire sur chaque aile avant.

## X Gran Racer Vision Gran Turismo Concept

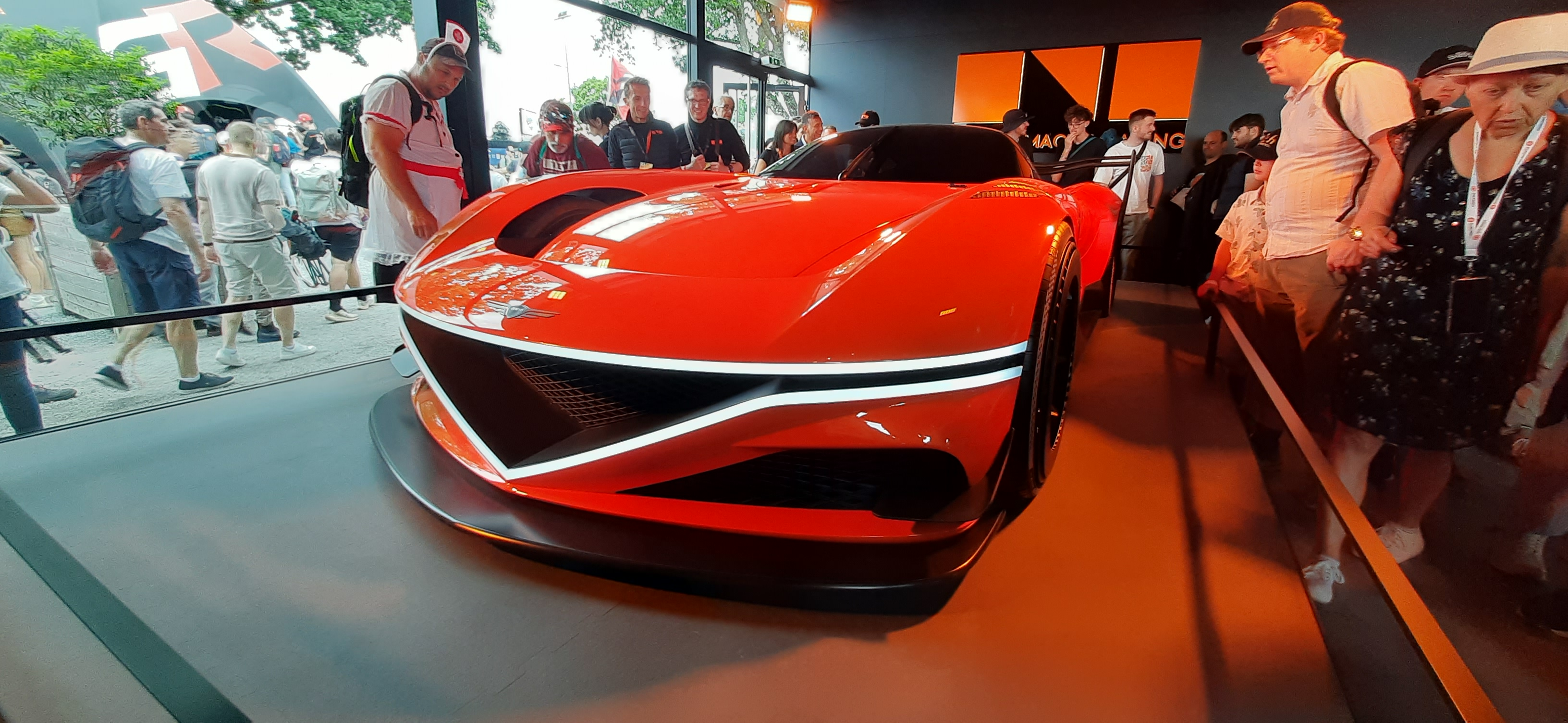
La X Gran Racer Vision Gran Turismo Concept exposée aux 24 Heures du Mans 2025.

La X Gran Racer Vision Gran Turismo Concept est une version améliorée de la X Gran Berlinetta VGT. Elle est présentée pour la première fois au salon de l'automobile de Busan, en Corée du Sud.
Elle possède des volets aérodynamiques contrôlés électroniquement, des grandes ailes avant et arrière, un diffuseur avant et un grand aileron arrière en fibre de carbone, non existant sur la X Gran Berlinetta VGT.
Elle est munie d'un moteur V6 Lambda II à surcompression électrique développant 1 540 ch (870 ch (10 000 tr/min pour le moteur V6 et 670 ch pour le moteur électrique).